# Kim Vân Kiều (phim)
Kim Vân Kiều là bộ phim điện ảnh Việt Nam do Hãng phim và chiếu bóng Đông Dương thực hiện. Phim được cải biên từ Truyện Kiều của Nguyễn Du, do Paul Thierry đạo diễn và ra mắt lần đầu vào năm 1924. Đây được xem là cuốn phim truyện đầu tiên sản xuất tại Việt Nam và cũng là tác phẩm khai sinh ra nền Điện ảnh Việt Nam.

## Bối cảnh
Năm 1895, điện ảnh ra đời tại Pháp với những cuốn phim ghi lại cảnh đời sống dài khoảng 1 phút. Từ năm 1897, hãng phim Pathé (Pháp) đã cho quay những thước phim tư liệu về cuộc sống sinh hoạt tại Việt Nam. Đến ngày 28 tháng 4 năm 1899, một buổi chiếu phim đầu tiên và miễn phí tại Hà Nội do Gabriel Veyre tổ chức thu hút sự quan tâm đặc biệt của công chúng. Hãng Pathé sau đó đã cho xây dựng một rạp chiếu bóng trên bãi cỏ bên cạnh đền Bà Kiệu, khánh thành vào ngày 10 tháng 8 năm 1920 và được coi là rạp chiếu phim cổ nhất của Việt Nam và Đông Dương.
Trước thời điểm bộ phim ra đời, cải lương, tuồng, chèo đều là những loại hình nghệ thuật biểu diễn phổ biến đối với người thành phố, dù vậy điện ảnh lúc này vẫn chưa được biết đến nhiều. Các cuốn phim khi đó vẫn là phim câm, chỉ có phụ đề tiếng Pháp. Sự ra đời của Kim Vân Kiều được nhận định là xuất phát từ những nỗ lực của chính quyền thực dân nhằm hiểu rõ hơn về con người và xã hội thuộc địa.

## Nội dung
Nội dung phim được cho là bám rất sát với Truyện Kiều và không có sự thay đổi hay biến dạng đáng kể nào trong các diễn biến, tình tiết của nguyên tác khi lên phim.

## Diễn viên
Danh sách diễn viên được lấy từ cuốn Lịch sử điện ảnh Việt Nam và tạp chí Người đô thị:
- Liên vai Thúy Kiều
- Cuơng vai Thúy Vân
- Bảy Tắc vai Hoạn Thư
- Tám Long vai Đạm Tiên
- Ba Nhang vai Giác Duyên
- Tư Lê trong vai Ông Phủ
- Giáo vai Tú Bà
- Chín Sâm vai Vương Bà
- Hoàn vai Kim Trọng
- Tám Ngân vai Thúc Sinh
- Năm Xế vai Vương Ông
- Hai Giò vai Thúc Ông
- Tư Lộ vai Ông Phủ
- Sáu Phú vai Từ Hải
- Cương vai Mã Giám Sinh
- Tín vai Vương Quan

## Sản xuất

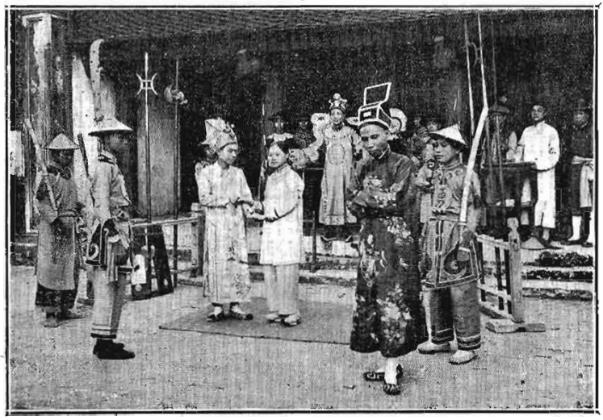
Một cảnh trong phim

Ngày 11 tháng 9 năm 1923, người Pháp thành lập Hãng phim và chiếu bóng Đông Dương (Indochine Films et Cinéma; viết tắt: IFEC). Chỉ sau khi ra đời hơn một tháng, Kim Vân Kiều đã đi vào sản xuất, do E.A.Famechon và Nguyễn Văn Vĩnh khởi xướng thực hiện. Kịch bản phim được Famechon và Paul Thierry chấp bút từ bản tiếng Pháp của Truyện Kiều do Nguyễn Văn Vĩnh biên dịch; Thierry cũng kiêm cả đạo diễn cho bộ phim. Nguyễn Văn Vĩnh, tác giả chuyển ngữ Truyện Kiều, sớm đã cổ vũ cho ý tưởng chọn tác phẩm để chuyển thể lên màn ảnh vì muốn "rủ đồng nhân làm một việc thí nghiệm" và "làm được một việc quảng cáo chung cho nước ta với toàn cầu". Ông còn viết các bài giới thiệu bình luận về ý tưởng và tác phẩm, thành công thu hút được sự chú ý của nhiều người đến việc sản xuất phim tại thời điểm. Bộ phim sau đó đã dùng bản dịch của ông làm phụ đề.
Các vai diễn trong phim do dàn đào kép rạp tuồng Quảng Lạc đảm nhận. Đây là một bộ phim câm, có độ dài 1500 m (tương đương 55 phút); Phần ngoại cảnh của phim quay ở các vùng phụ cận của Hà Nội, bao gồm dinh Từ Hải là sân chùa Láng, nơi Kiều viếng mộ Đạm Tiên là nghĩa trang Yên Thái, cổng làng Thọ là nhà Tú Bà, v.v.. Sau khi kết thúc quá trình ghi hình vào giữa năm 1924, phim được đưa về Pháp làm hậu kỳ.

## Phát hành
Phim đã tổ chức sự kiện công chiếu lần đầu ở rạp Palace (nay là rạp Công Nhân, Hà Nội) vào ngày 14 tháng 3 năm 1924. Buổi chiếu này chỉ có các nhà báo người Pháp và Việt đến xem, ngoài ra có cả sự tham gia của ông Văn Vĩnh. Sáu tháng sau đó, phim tiếp tục được đem vào chiếu trong miền Nam tại rạp Casino ở Sài Gòn. Từ ngày 15 đến 21 tháng 10 năm 1924, IFEC đã tổ chức chương trình "toàn phim An Nam", trong đó phát các bộ phim lần lượt là Hội Kiếp Bạc, Kim Vân Kiều và Phong cảnh tại Kinh đô Huế. Cuốn phim cũng được xuất khẩu sang Pháp và vài nước thuộc địa khác để quảng bá.

## Đón nhận
Tại thời điểm ra mắt, bộ phim đã gây nên tranh luận lớn trong xã hội Việt Nam và được mô tả như là một trường hợp đáng chú ý của sự tương tác giữa "hiện đại và truyền thống, giữa thuộc địa và "mẫu quốc"". Tuy những buổi chiếu của phim thu hút rất đông người hiếu kỳ đến xem, Kim Vân Kiều vẫn không thành công về mặt nghệ thuật cũng như doanh thu và khiến IFEC bị thua lỗ nặng. Sự thất bại của phim được cho là vì công nghệ điện ảnh khi ấy còn sơ khai và tác phẩm hướng đến cho người châu Âu xem nhiều hơn là người Việt Nam, vì vậy những chỗ "thâm thúy" trong truyện bị lược bỏ, thêm thắt các chi tiết mới để người nước ngoài dễ hiểu nhưng vô tình làm mất đi tinh thần của tác phẩm gốc. Một số ý kiến tuy khen ngợi "phim lấy chuyện của An Nam, con hát An Nam đóng và khung cảnh tự nhiên", nhưng do Kim Vân Kiều không có gì khác so với vở diễn sân khấu nên đã không thu hút được khán giả dù tác phẩm là hình thức nghệ thuật rất mới mẻ khi đó.

### Đánh giá từ báo chí
Trong thời gian phim công chiếu ở Hà Nội, rất nhiều tờ báo tiếng Pháp lên bài ca ngợi bộ phim, gọi phim là một "kiệt tác" và xếp nó ngang tầm với những phim Pháp hay ngoại quốc cùng thời. Báo L'Avenir du Tonkin (Tương lai Bắc Kỳ) đã nhận xét bộ phim là "vô cùng hấp dẫn, mang lại vinh dự cho các nhà đạo diễn, các nghệ sĩ diễn viên và cho cả những nhà kỹ thuật quay phim". Tờ L'Indépendance Tonkinoise (Bắc kỳ Độc lập) ghi nhận sự thành công của Kim Vân Kiều khi "lên màn ảnh [...] bằng những hành động sống", dù việc đưa tác phẩm lên phim "làm mất mát từ tiểu thuyết một phần khá lớn cái chất văn chương và chất thơ tạo nên cái đẹp của nguyên tác", đồng thời cho biết bộ phim đóng vai trò "bắc cầu cho công chúng Pháp đến với tác phẩm văn chương Việt Nam" và khẳng định "sẽ làm toại ý nhiều người". L'Opinion (Dư luận) thì coi cuốn phim như một "sự kiện nghệ thuật trong lịch sử nghệ thuật điện ảnh" và "Nghệ thuật phương Tây và nghệ thuật châu Á vừa đánh dấu sự gặp gỡ nhau trong phim này".
Trái ngược với lời khen ngợi của các tờ báo tiếng Pháp trên, tờ Đông Pháp thời báo do Trần Huy Liệu làm chủ bút, số ra ngày 24 tháng 9 năm 1924, đã có bài "Chớp bóng Kim Vân Kiều", trong đó bình luận: "[…] cuộc chớp bóng vừa rồi thiệt không có giá trị gì, chả lột được đôi chút tinh thần Truyện Kiều, chớp bóng có lẽ lại làm giảm mất cái chân giá trị đối với thế giới". Bài viết cũng đánh giá diễn xuất của diễn viên đóng vai Kim Trọng trong phim là "một thằng ngốc [...] coi thái độ chàng Kim đối với nàng Kiều chả khác gì cái tư cách một bác lính "chào mào" ngồi lần khân với một gái giang hồ". Nguyễn Văn Vĩnh, chủ nhiệm tờ Trung Bắc Tân Văn, ngay sau ngày công chiếu phim đã ra bài phê bình trên trang nhất báo này, cho rằng bộ phim chỉ là một bản minh họa nghèo nàn và thể hiện sai lệch tinh thần của tác phẩm.

## Di sản
Kim Vân Kiều được coi là phim truyện đầu tiên sản xuất tại Việt Nam và là tác phẩm chuyển thể đầu tiên, khai sinh ra nền Điện ảnh Việt Nam. Trong lời tựa bản dịch tiếng Pháp của Truyện Kiều năm 1926, nhà văn người Pháp René Crayssac đã ghi nhận bộ phim khi giúp "người đồng quốc của chúng ta" biết đến "thi phẩm bất tử trong tâm can của những người con nước Việt".
Kho bảo quản của Viện Lưu trữ Quốc gia hiện không còn sở hữu bản gốc bộ phim. Trong một buổi Hội thảo khoa học Quốc gia tổ chức bởi Viện Văn học nhân kỉ niệm 200 năm ngày mất Nguyễn Du, Tiến sĩ Nguyễn Nam của Đại học Fulbright Việt Nam đã gửi một video trình bày tham luận về bộ phim, trong đó dựa vào những dữ liệu trên các tờ báo đương thời để thuật lại ý tưởng, quá trình dàn dựng phim và thái độ tiếp nhận của khán giả ở cả hai nước Pháp-Việt. Gần 100 năm sau, một phần phim chuyển thể thứ hai do Mai Thu Huyền sản xuất và đạo diễn, Kiều, đã được phát hành vào năm 2021.